# Phoenix Suns 1968-1969
La stagione NBA 1968-1969 fu la 1ª stagione della storia dei Phoenix Suns che si concluse con un record di 16 vittorie e 66 sconfitte nella regular season, il 7º posto della Western Conference.
La squadra non riuscì a qualificarsi per i playoff del 1969.

## Draft

### Draft d'espansione
| Giocatore        | Posizione           | Squadra                |
| ---------------- | ------------------- | ---------------------- |
| John Barnhill    | playmaker           | San Diego Rockets      |
| Em Bryant        | playmaker           | New York Knicks        |
| Gail Goodrich    | playmaker           | Los Angeles Lakers     |
| Dennis Hamilton  | ala grande          | Los Angeles Lakers     |
| Neil Johnson     | ala piccola         | New York Knicks        |
| Dave Lattin      | ala grande/centro   | San Francisco Warriors |
| Paul Long        | playmaker           | Detroit Pistons        |
| Stan McKenzie    | ala piccola         | Baltimore Bullets      |
| McCoy McLemore   | ala grande/centro   | Chicago Bulls          |
| Bill Melchionni  | playmaker           | Philadelphia 76ers     |
| Dave Schellhase  | guardia             | Chicago Bulls          |
| Dick Snyder      | guardia/ala piccola | Atlanta Hawks          |
| Craig Spitzer    | centro              | Chicago Bulls          |
| Bumper Tormohlen | centro/ala grande   | Atlanta Hawks          |
| Dick Van Arsdale | guardia/ala piccola | New York Knicks        |
| Roland West      | guardia             | Baltimore Bullets      |
| John Wetzel      | guardia             | Los Angeles Lakers     |
| George Wilson    | centro              | Seattle SuperSonics    |

### Draft dal College
| Giro | Scelta | Giocatore   | Posizione  | Nazionalità | Università/Club |
| ---- | ------ | ----------- | ---------- | ----------- | --------------- |
| 1    | 8      | Gary Gregor | ala grande | Stati Uniti | South Carolina  |

## Regular season
| Squadra                | V  | P  | %    | GB |
| ---------------------- | -- | -- | ---- | -- |
| Los Angeles Lakers     | 55 | 27 | 67,1 | -  |
| Atlanta Hawks          | 48 | 34 | 58,5 | 7  |
| San Francisco Warriors | 41 | 41 | 50,0 | 14 |
| San Diego Rockets      | 37 | 45 | 45,1 | 18 |
| Chicago Bulls          | 33 | 49 | 40,2 | 22 |
| Seattle SuperSonics    | 30 | 52 | 36,6 | 25 |
| Phoenix Suns           | 16 | 66 | 19,5 | 39 |

## Play-off
Non qualificata

## Roster
| N° | Naz.                   | Ruolo | Sportivo         | Anno | Alt. | Peso |
| -- | ---------------------- | ----- | ---------------- | ---- | ---- | ---- |
| 5  | Stati Uniti (bandiera) | GA    | Dick Van Arsdale | 1943 | 196  | 95   |
| 10 | Stati Uniti (bandiera) | GA    | Dick Snyder      | 1944 | 196  | 94   |
| 11 | Stati Uniti (bandiera) | AC    | Neil Johnson     | 1943 | 201  | 100  |
| 12 | Stati Uniti (bandiera) | G     | Ed Biedenbach    | 1945 | 185  | 79   |
| 21 | Stati Uniti (bandiera) | C     | George Wilson    | 1942 | 203  | 102  |
| 23 | Stati Uniti (bandiera) | AC    | Rod Knowles      | 1946 | 203  | 98   |
| 23 | Stati Uniti (bandiera) | GA    | Bob Warlick      | 1941 | 196  | 91   |
| 25 | Stati Uniti (bandiera) | G     | Gail Goodrich    | 1943 | 185  | 77   |
| 31 | Stati Uniti (bandiera) | AC    | Jim Fox          | 1943 | 208  | 104  |
| 34 | Stati Uniti (bandiera) | AC    | McCoy McLemore   | 1942 | 201  | 104  |
| 40 | Stati Uniti (bandiera) | GA    | Stan McKenzie    | 1944 | 196  | 88   |
| 43 | Stati Uniti (bandiera) | AC    | Dave Lattin      | 1943 | 198  | 102  |
| 44 | Stati Uniti (bandiera) | AC    | Gary Gregor      | 1945 | 201  | 102  |

## Staff tecnico
- Allenatore: Red Kerr
- Preparatore atletico: Joe Proski

### Arrivi/partenze
Mercato e scambi avvenuti durante la stagione:
Arrivi
| N° | Naz.                   | Ruolo | Sportivo    |  | Alt. |  |
| -- | ---------------------- | ----- | ----------- |  | ---- |  |
| 23 | Stati Uniti (bandiera) | G     | Bob Warlick |  |      |  |
| 31 | Stati Uniti (bandiera) | C     | Jim Fox     |  |      |  |

Partenze
| N° | Naz.                   | Ruolo | Sportivo       |  | Alt. |  |
| -- | ---------------------- | ----- | -------------- |  | ---- |  |
| 21 | Stati Uniti (bandiera) | C     | George Wilson  |  |      |  |
| 23 | Stati Uniti (bandiera) | AG    | Rod Knowles    |  |      |  |
| 34 | Stati Uniti (bandiera) | AG    | McCoy McLemore |  |      |  |

## Premi e onorificenze
- Gary Gregor incluso nell'All-Rookie Team